# Чепіль Левко Федорович
Чепіль Левко Федорович (Псевдо:Ігор, Зенко, Орест, Чорний; 1927, Лапшин, Бережанський район, Тернопільська область — 18 березня 1953, Київ) — кур'єр Проводу ОУН за кордон, лицар Золотого хреста бойової заслуги 2 класу

## Життєпис
Освіта — 7 класів народної школи.
Стрілець дивізії СС «Галичина» (весна 1944 — 04.1945). У квітні 1945 р. втік з дивізії і пробрався в Україну, куди прибув 8.05.1945 р. і вступив у збройне підпілля ОУН.
Стрілець СКВ (14.05.-2.06.1945), стрілець охорони курінного УПА Михайла Гуштака — «Євгена» (2.06.-28.07.1945), охоронець командира ТВ-24 «Маківка» Дмитра-Ярослава Вітовського-«Андрієнка» (28.07.-2.11.1945), стрілець кур'єрської групи Петра Федуна-«Полтави», яка забезпечувала зв'язок з підпіллям ОУН на Закерзонні (2.11.1945-2.07.1946), стрілець охоронної боївки П. Федуна — «Полтави» (2.07.1946 — 11.06.1950), референт пропаганди Славського районного проводу ОУН (23.06.1950 — 08.1950), референт пропаганди Турківського районного проводу ОУН (08.-5.09.1950), учасник кур'єрської групи П. Федуна — «Полтави» за кордон до ЗП УГВР (5.09.-10.10.1950).
Слухач американської розвідувальної школи в Західній Німеччині (01.1951-07.1952). Десантувався в Україні разом із Юрієм Стеф'юком-«Глинкою» 12 серпня 1952 р. біля с. Криве Боринського р-ну Дрогобицької обл. з американського літака як кур'єр ЗП УГВР з поштою для Проводу ОУН. Перехоплений легендованою спецгрупою МГБ, яка здійснювала оперативні заходив в рамках реалізації радіогри з закордонним центром.
Затриманий 27.08.1952 р. в лісі біля с. Козаківка Болехівської міськради Івано-Франківської обл. Заарештований 29.08.1952 р. МГБ УРСР. 29.01.1953 р. Військовою колегією Верховного суду СРСР засуджений за ст. 54-1а, 54-8, 54-11 КК УРСР до вищої міри покарання — розстрілу з конфіскацією майна. Клопотання про помилування відмовився написати. Страчений у Києві. Місце поховання невідоме. Не реабілітований. Старший вістун УПА (24.07.1947); відзначений Золотим хрестом бойової заслуги 2 класу (20.10.1951).